# جوان‌مرگ
جوان‌مرگ (به انگلیسی: Dying Young) فیلمی رمانتیک محصول ۱۹۹۱ به کارگردانی جوئل شوماخر است.

## چکیده داستان
بعد از اینکه هیلاری اونیل (جولیا رابرتس) پی می‌برد که دوست پسرش به او خیانت کرده‌است، او را رها می‌کند و به دنبال شغل تازه‌ای
می‌گردد. او به عنوان پرستار خصوصی مشغول به کار می‌شود برای پرستاری از مرد جوانی که مبتلا به سرطان خون است. مدتی بعد…